# الکساندر پیندیف
الکساندر پیندیف (روسی: Олександр Валерійович Піндєєв؛ زادهٔ ۱۳ مارس ۱۹۷۱) بازیکن فوتبال اهل اوکراین است.
از باشگاه‌هایی که در آن بازی کرده‌است می‌توان به باشگاه فوتبال اسکونتو، باشگاه فوتبال چورنومورتس اودسا، و باشگاه فوتبال فورسکلا پولتاوا اشاره کرد.